# Distrofia muscular de cinturas
La distrofia muscular de cinturas, también llamada LGMD por las iniciales de su nombre en inglés (Limb-girdle muscular dystrophy) o distrofia muscular del anillo óseo, es una enfermedad hereditaria que pertenece al grupo de las distrofias musculares. Actualmente no se considera un trastorno único, sino un grupo de enfermedades diferentes que se agrupan bajo este nombre por producir todas ellas síntomas similares.
Se caracteriza por afectar a los músculos que se encuentran situados próximos a caderas y hombros, ocasionando debilidad de los mismos. La enfermedad tiene carácter progresivo y tiende a empeorar con el paso del tiempo, provocando disminución de volumen y fuerza muscular. Finalmente el paciente puede necesitar una silla de ruedas para poder desplazarse. Los primeros síntomas suelen aparecer en la niñez o adolescencia, a veces en la vida adulta. Es igual de frecuente en ambos sexos.

## Herencia
En el 90% de los casos existe herencia autosómica recesiva y únicamente en el 10% es de tipo autosómica dominante.

## Tipos
Se dividen en 2 grandes grupos, LGMD1 con herencia autosómica dominante, y LGMD2 con herencia autosómica recesiva.
| Familia | Herencia             | Tipo   | OMIM   | Gen     | Locus        | Características |
| ------- | -------------------- | ------ | ------ | ------- | ------------ | --------------- |
| LGMD1   | autosómica dominante | LGMD1A | 159000 | TTID    |              |                 |
| LGMD1   | autosómica dominante | LGMD1B | 159001 | LMNA    |              |                 |
| LGMD1   | autosómica dominante | LGMD1C | 607801 | CAV3    |              |                 |
| LGMD1   | autosómica dominante | LGMD1D | 603511 | DNAJB6  |              |                 |
| LGMD1   | autosómica dominante | LGMD1E | 601419 | DES     |              |                 |
| LGMD1   | autosómica dominante | LGMD1F | 608423 | TNPO3   | 7q32.1–q32.2 |                 |
| LGMD1   | autosómica dominante | LGMD1G | 609115 |         | 4q21         |                 |
| LGMD1   | autosómica dominante | LGMD1H | 613530 |         | 3p25.1–p23   |                 |
| LGMD2   | autosómica recesiva  | LGMD2A | 253600 | CAPN3   |              |                 |
| LGMD2   | autosómica recesiva  | LGMD2B | 253601 | DYSF    |              |                 |
| LGMD2   | autosómica recesiva  | LGMD2C | 253700 | SGCG    |              |                 |
| LGMD2   | autosómica recesiva  | LGMD2D | 608099 | SGCA    |              |                 |
| LGMD2   | autosómica recesiva  | LGMD2E | 604286 | SGCB    |              |                 |
| LGMD2   | autosómica recesiva  | LGMD2F | 601287 | SGCD    |              |                 |
| LGMD2   | autosómica recesiva  | LGMD2G | 601954 | TCAP    |              |                 |
| LGMD2   | autosómica recesiva  | LGMD2H | 254110 | TRIM32  |              |                 |
| LGMD2   | autosómica recesiva  | LGMD2I | 607155 | FKRP    |              |                 |
| LGMD2   | autosómica recesiva  | LGMD2J | 608807 | TTN     |              |                 |
| LGMD2   | autosómica recesiva  | LGMD2K | 609308 | POMT1   |              |                 |
| LGMD2   | autosómica recesiva  | LGMD2L | 611307 | ANO5    |              |                 |
| LGMD2   | autosómica recesiva  | LGMD2M | 611588 | FKTN    |              |                 |
| LGMD2   | autosómica recesiva  | LGMD2N | 607439 | POMT2   |              |                 |
| LGMD2   | autosómica recesiva  | LGMD2O | 606822 | POMGNT1 |              |                 |
| LGMD2   | autosómica recesiva  | LGMD2Q | 613723 | PLEC1   |              |                 |

## Diagnóstico
El diagnóstico se sospecha por los síntomas y se confirma con una biopsia muscular y un test genético que puede determinar el tipo de distrofia y la mutación exacta que la causa.